# Francesco Filelfo
Francesco Filelfo, född den 25 juli 1398 i Tolentino, död den 31 juli 1481 i Florens, var en italiensk humanist.
Filelfo kom 1420 till Konstantinopel, där han erhöll Johannes Chrysoloras till lärare i grekiska. 1427 återvände han till Italien med en del grekiska handskrifter och började sin verksamhet som lärare i klassisk filologi i Bologna, Florens, Milano med flera ställen. Filelfo var stridslysten och invecklade sig i en mängd tvister både med andra lärda och med sina furstliga gynnare, varför han inte hade någon förblivande stad, utan flackade Italien runt. Han ansågs vara sin tids ypperste latinske stilist och förnämste kännare av grekiskan. Av hans många dikter och översättningar har emellertid endast föga blivit tryckt. Hans brev föreligger emellertid i samlingar från 1485 (fullständigast 1502), 1890 och 1892; Orationes et nonnulla alla opuscula utkom 1481 (flera upplagor). Biografier över Filelfo finns av Rosmini (1808) och Benaducci (1902).